# Pedro Guimarães
Pedro Duarte Guimarães (Rio de Janeiro, 4 de março de 1971) é um economista brasileiro. Foi presidente da Caixa Econômica Federal de 2019 a 2022.

## Presidência da Caixa Econômica Federal
Durante o governo Jair Bolsonaro, Guimarães foi indicado para a presidência da Caixa Econômica Federal pelo ministro da economia Paulo Guedes.
Especializado em privatizações nos Estados Unidos - PhD pela Universidade de Rochester, destacou que o objetivo da sua gestão da Caixa seria economizar R$ 3,5 bilhões em dois anos e, para alcançar esse número, iria rever contratos e a política de patrocínios. À frente da Caixa, coordenou a abertura de mais de sessenta milhões de contas digitais, criadas para pagamento de benefícios sociais, como o Auxílio Emergencial do governo federal durante a pandemia da Covid-19. No primeiro ano de sua gestão, a Caixa apresentou lucro líquido de R$ 21,1 bilhões, crescimento de 103% com relação ao ano anterior e recorde na história da instituição.
Em sua gestão, a Caixa fechou novo acordo com a  CNP Assurances para venda de seguros na rede do banco estatal até fevereiro de 2046, em um negócio de R$ 7 bilhões. O foco anunciado da CAIXA durante sua gestão seria o financiamento de pequenas e médias empresas. Para esse último segmento, a Caixa destinou, durante a pandemia, mais de R$ 5 bilhões nas linhas voltadas às micro e pequenas empresas. Além de R$ 4,2 bilhões do Pronampe em poucos dias, a instituição já liberou R$ 1,8 bilhão por meio do Fundo de Aval para as Micro e Pequenas Empresas (Fampe), linha disponibiliza em parceria com o Sebrae.

### Denúncias de assédio
Em 28 de junho de 2022, o portal Metrópoles levou a público uma reportagem tratando de relatos de assédio sexual envolvendo diversas funcionárias da Caixa Econômica Federal, indicando que Pedro Guimarães teria, em múltiplas ocasiões, tentado forçar funcionárias do banco a iniciarem relações sexuais com ele. A iniciativa das entrevistadas levou à abertura de uma investigação atualmente em andamento no Ministério Público Federal, sendo este o primeiro caso público de assédio sexual envolvendo um funcionário de alto escalão no governo Jair Bolsonaro.
Segundo o jornal O Globo, Pedro Guimarães já havia sido alvo de denúncia de assédio sexual por colega de trabalho em outro banco. O Caso teria sido resolvido em sigilo com pagamento de multa pela empresa à denunciante.

#### Diretor da Caixa responsável por investigação é encontrado morto
O corpo de Sérgio Ricardo Faustino Batista, ex-diretor da Caixa Econômica Federal que acolheu as denúncias, foi encontrado na área externa do prédio por vigilantes que estavam de plantão. Até o momento, a suspeita é de suicídio.